# Сырве (мыс)
Сы́рве (Сырвесяэр, Церель, Лаля-Тукке-Отцъ, Свальферорт; эст. Sõrve säär, нем. Kap Zerel) — мыс, крайняя южная точка архипелага Моонзунд, расположен на острове Сааремаа (Эзель), омываемом водами Ирбенского пролива, который отделяет Рижский залив от Балтийского моря.
Расстояние от мыса Церель до мыса Колкасрагс (Курземский полуостров, Латвия) — 34,4 км. Известен по находившейся рядом с ним береговой батарее № 43, которая участвовала в Моонзундском сражении.